# Wintzenheim
 Wintzenheim  (en alsacià Winzene) és un municipi francès, situat a la regió del Gran Est, al departament de l'Alt Rin. L'any 1999 tenia 7.524 habitants.

## Demografia
| 1962  | 1968  | 1975  | 1982  | 1990  | 2010  |
| ----- | ----- | ----- | ----- | ----- | ----- |
| 5.272 | 6.001 | 6.311 | 6.441 | 6.554 | 7.985 |

## Administració
| Període   | Identitat    | Partit |
| --------- | ------------ | ------ |
| 2001-2008 | Guy Daesslé  |        |
| 2008-     | Serge Nicole |        |